# 蓮田修吾郎
蓮田 修吾郎（はすだ しゅうごろう、1915年8月2日 - 2010年1月6日）は、鋳金家。文化勲章受章、日本芸術院会員。日本の金属造型の第一人者である。

## 来歴
石川県金沢市生まれ。1928年石川県立工業学校図案絵画科卒業、1938年東京美術学校工芸科鋳金部卒業。在学中は高村豊周に師事した。1949年、第5回日展に初入選し、1951年「トロフィー」で日展特選朝倉賞を受賞。1952年創作工芸協会設立を設立した。1953年「黒豹鋳銅スクリーン」で日展北斗賞、1959年「野牛とニンフ」で日展文部大臣賞を受賞。1961年日本現代工芸美術家協会設立に参加、「森の鳴動」で日本芸術院賞を受賞。1975年東京芸術大学教授（のち名誉教授）、日本芸術院会員となる。1976年日本金属造型研究所を設立、1978年金属造型作家展を創設した。1981年、北海道の納沙布岬に北方領土返還祈念のモニュメント「四島のかけ橋」を制作した。1996年に日展顧問を委嘱される。
2010年1月6日、敗血症のため死去。94歳没。叙従三位。
戦前は「用即美」という理念のもとで創作活動を行っていたが、戦後は「純粋美」を追求し、金属による環境造型へとテーマが移った。

蓮田修吾郎作『悠颺』（金沢駅西口）

## 受賞・栄典
- 1951年 日展特選朝倉賞[1]
- 1953年 日展北斗賞[1]
- 1959年 日展文部大臣賞[1]
- 1961年 日本芸術院賞[1]
- 1966年 紺綬褒章[1]
- 1982年 ドイツ連邦共和国功労勲章一等功労十字章[1]
- 1987年 文化功労者[1]
- 1991年 文化勲章[1]
- 1992年 石川県名誉県民[5]、金沢市名誉市民[6]
- 2007年 鎌倉市名誉市民[7][6]

## 著書・作品集
- 『黄銅への道 金属造型作家のあゆみ』日貿出版社、1979
- 『蓮田修吾郎金属造型』京都書院、1981
- 『公共の空間へ 金属造型作家の活動』日貿出版社、1982
- 『環境造型への対話』日貿出版社、1986